# Greg Welch
Pour les articles homonymes, voir Welch.
Gregory John Welch né le 1er janvier 1964 à Campsie - Sydney est un triathlète australien, champion du monde (1990), champion du monde longue distance (1996) et champion du monde d'Ironman (1994). Il est également champion du monde de duathlon en 1993.

## Biographie
Greg Welch, est surnommé « le clown fou » (« the wild joker »), il  met un terme à la domination américaine sur le championnat du monde d'Ironman, chez les hommes en battant Dave Scott et  Mark Allen en 1994  et devient le premier triathlète non américain à remporter le championnat du monde d'Ironman. Il est introduit dans le Ironman Hall of Fame en 1994. Il lui est diagnostiqué une tachycardie ventriculaire, qui entraine neuf opérations à cœur ouvert entre 2001 et 2003 mettant un terme définitif à ses activités sportives . Il reste cependant en contact avec le monde du triathlon en tant que consultant et entraineur. Il est marié à l'ancienne triathlète professionnelle américaine Sian Welch.

## Palmarès
Le tableau présente les résultats les plus significatifs (podium) obtenus sur le circuit international de triathlon depuis 1987,.
| Année | Compétition                                    | Pays       | Position | Temps           |
| ----- | ---------------------------------------------- | ---------- | -------- | --------------- |
| 1999  | Coupe du monde - l'étape de Ishigaki           | Japon      |          | 1 h 46 min 36 s |
| 1999  | Coupe du monde - l'étape de Big Island         | États-Unis |          | 2 h 3 min 15 s  |
| 1998  | Coupe du monde - l'étape de Ishigaki           | Japon      |          | 1 h 50 min 57 s |
| 1998  | Coupe du monde - l'étape de Sydney             | Australie  |          | 1 h 50 min 31 s |
| 1996  | Championnat du monde longue distance           | États-Unis |          | 3 h 47 min 5 s  |
| 1996  | Ironman - Championnat du monde à Kailua-Kona   | États-Unis |          | 8 h 18 min 57 s |
| 1994  | Ironman - Championnat du monde à Kailua-Kona   | États-Unis |          | 8 h 20 min 27 s |
| 1993  | Championnats du monde de duathlon              | États-Unis |          | 1 h 28 min 23 s |
| 1993  | Coupe du monde - l'étape de Cabo San Lucas     | Mexique    |          | 1 h 55 min 20 s |
| 1991  | Ironman - Championnat du monde à Kailua-Kona   | États-Unis |          | 8 h 24 min 34 s |
| 1991  | Coupe du monde - Classement Général            |            |          |                 |
| 1991  | Coupe du monde - l'étape de Texas Hill Country | États-Unis |          | Timing          |
| 1991  | Coupe du monde - l'étape de Vancouver          | Canada     |          | Timing          |
| 1990  | Championnat du monde                           | États-Unis |          | 1 h 51 min 36 s |
| 1989  | Ironman - Championnat du monde à Kailua-Kona   | États-Unis |          | 8 h 32 min 16 s |
| 1987  | Ironman Australie                              | Australie  |          | 10 h 6 min 33 s |